# Wim Eyckmans
Wim Eyckmans (Herentals, 23 de março de 1973) é um automobilista belga. 
Correu na Fórmula 3000 entre 1994 e 1995, sem muito destaque, passando para a Indy Lights em 1997. Nas 500 Milhas de Indianápolis de 1999, Eyckmans, pilotando para a Cheever Racing, equipe do ex-piloto Eddie Cheever, foi classificado em 23º lugar. 